# Leptotyphlops salgueiroi
Leptotyphlops salgueiroi är en kräldjursart som beskrevs av  Ayrton Amaral 1955. Leptotyphlops salgueiroi ingår i släktet Leptotyphlops och familjen Leptotyphlopidae. Inga underarter finns listade i Catalogue of Life.